# کورنو جیووینه
کورنو جیووینه (به ایتالیایی: Corno Giovine) یک کومونه در ایتالیا است که در استان لودی واقع شده‌است.

## خصوصیات
کورنو جیووینه ۹٫۹ کیلومترمربع مساحت و ۱٬۱۹۴ نفر جمعیت دارد و ۵۰ متر بالاتر از سطح دریا واقع شده‌است.